# Elezioni parlamentari in Belgio del 1950
Le elezioni parlamentari in Belgio del 1950 si tennero il 4 giugno per il rinnovo del Parlamento federale (Camera dei rappresentanti e Senato). In seguito all'esito elettorale, Jean Duvieusart, espressione del Partito Social-Cristiano/Partito Popolare Cristiano, divenne Primo ministro; nel 1950 fu sostituito da Joseph Pholien, cui seguì, nel 1952, Jean Van Houtte, entrambi dello stesso partito.

## Risultati

### Camera dei rappresentanti
| Liste                                               | Voti      | %     | Seggi |
| --------------------------------------------------- | --------- | ----- | ----- |
| Partito Social-Cristiano/Partito Popolare Cristiano | 2 356 608 | 47,68 | 108   |
| Partito Socialista Belga                            | 1 705 781 | 34,51 | 73    |
| Partito Liberale                                    | 556 102   | 11,25 | 20    |
| Partito Comunista del Belgio                        | 234 541   | 4,75  | 7     |
| Cartello Liberal Sociale                            | 87 252    | 1,77  | 4     |
| Cosmocraten                                         | 1 535     | 0,03  | –     |
| Partito Patriottico Belga                           | 656       | 0,01  | –     |
| Candidati isolati                                   | 332       | 0,01  | –     |
| Totale                                              | 4 942 807 | 100   | 212   |

### Senato
| Liste                                               | Voti      | %     | Seggi |
| --------------------------------------------------- | --------- | ----- | ----- |
| Partito Social-Cristiano/Partito Popolare Cristiano | 2 210 712 | 47,19 | 54    |
| Partito Socialista Belga (PSB/BSP)                  | 1 631 368 | 34,82 | 37    |
| Partito Liberale                                    | 526 575   | 11,24 | 10    |
| Partito Comunista del Belgio                        | 229 093   | 4,89  | 3     |
| Cartello Liberal Sociale                            | 86 801    | 1,85  | 2     |
| Candidati isolati                                   | 262       | 0,01  | –     |
| Totale                                              | 4 684 811 | 100   | 106   |